# 山ノ内テレビ中継局
山ノ内テレビ中継局（やまのうちテレビちゅうけいきょく）は、長野県下高井郡山ノ内町に置かれているテレビ中継局である。なお、ここでは同町内に置かれているミニサテライト局の山ノ内湯ノ原テレビ中継局（やまのうちゆのはらテレビちゅうけいきょく）についても記載する。

## 山ノ内テレビ中継局

### デジタルテレビ放送
| ID | 放送局名         | 物理 チャンネル | 空中線 電力 | ERP  | 偏波面   | 放送対象地域 | 放送区域 内世帯数 | 運用開始日      |
| -- | ---------------- | --------------- | ----------- | ---- | -------- | ------------ | ----------------- | --------------- |
| 1  | NHK 長野総合     | 17              | 1W          | 2.3W | 水平偏波 | 長野県       | -                 | 2007年 10月11日 |
| 2  | NHK 長野教育     | 13              | 1W          | 2.3W | 水平偏波 | 全国         | -                 | 2007年 10月11日 |
| 4  | TSB テレビ信州   | 14              | 1W          | 2.3W | 水平偏波 | 長野県       | -                 | 2007年 10月11日 |
| 5  | abn 長野朝日放送 | 18              | 1W          | 2.3W | 水平偏波 | 長野県       | -                 | 2007年 10月11日 |
| 6  | SBC 信越放送     | 16              | 1W          | 2.3W | 水平偏波 | 長野県       | -                 | 2007年 10月11日 |
| 8  | NBS 長野放送     | 15              | 1W          | 2.3W | 水平偏波 | 長野県       | -                 | 2007年 10月11日 |

- 所在地： 下高井郡山ノ内町佐野（宮山）[2][3]
- 放送区域： 山ノ内町、中野市の各一部[4]
- 2007年9月4日に予備免許交付[2]、10月11日に本免許が交付され[5]、同日、本放送を開始した[1]。

### アナログテレビ放送
| チャンネル 番号 | 放送局名         | 空中線 電力       | ERP                 | 偏波面   | 放送対象地域 | 放送区域 内世帯数 | 運用開始日     |
| --------------- | ---------------- | ----------------- | ------------------- | -------- | ------------ | ----------------- | -------------- |
| 1               | NHK 長野教育     | 映像3W/ 音声750mW | 映像12W/ 音声3W     | 水平偏波 | 全国         | 約4,000世帯       | 1964年 7月20日 |
| 4               | NBS 長野放送     | 映像3W/ 音声750mW | 映像12W/ 音声3W     | 水平偏波 | 長野県       | 約4,000世帯       | 1970年 3月25日 |
| 6               | TSB テレビ信州   | 映像3W/ 音声750mW | 映像12W/ 音声3W     | 水平偏波 | 長野県       | 約4,000世帯       | 1982年 9月24日 |
| 8               | abn 長野朝日放送 | 映像3W/ 音声750mW | 映像12W/ 音声3W     | 水平偏波 | 長野県       | 約4,000世帯       | 1991年 8月26日 |
| 10              | NHK 長野総合     | 映像3W/ 音声750mW | 映像11W/ 音声2.7W   | 水平偏波 | 長野県       | 約4,000世帯       | 1964年 7月20日 |
| 12              | SBC 信越放送     | 映像3W/ 音声750mW | 映像11.5W/ 音声2.9W | 水平偏波 | 長野県       | 約4,000世帯       | 1964年 8月11日 |

- 所在地： デジタルテレビ放送に同じ
- 2011年7月24日をもってすべて廃止された。
- アナログ親局がUHFの長野放送・テレビ信州・長野朝日放送を含め、全局VHFで送信されていた。アナログテレビ送信所としては珍しく、6波以上がVHFで送信されていた（他は東京・大阪のみ）。

## 山ノ内湯ノ原テレビ中継局

### 概要
- 当中継局は、山ノ内町大字平穏字横道西に置局され、山ノ内中継局の電波が及びにくい角間温泉の方面を中心に電波を発射している。

### 中継局送信施設概要

#### 地上デジタルテレビ放送送信設備
| ID | 放送局名         | 物理 チャンネル | 空中線 電力 | ERP  | 放送対象地域 | 放送区域 内世帯数 | 開局日        |
| -- | ---------------- | --------------- | ----------- | ---- | ------------ | ----------------- | ------------- |
| 1  | NHK 長野総合     | 35ch            | 10mW        | 39mW | 長野県       | 約-世帯           | 2010年 3月8日 |
| 2  | NHK 長野教育     | 43ch            | 10mW        | 39mW | 全国         | 約-世帯           | 2010年 3月8日 |
| 4  | TSB テレビ信州   | 29ch            | 10mW        | 39mW | 長野県       | 約-世帯           | 2010年 3月8日 |
| 5  | abn 長野朝日放送 | 21ch            | 10mW        | 39mW | 長野県       | 約-世帯           | 2010年 3月8日 |
| 6  | SBC 信越放送     | 23ch            | 10mW        | 39mW | 長野県       | 約-世帯           | 2010年 3月8日 |
| 8  | NBS 長野放送     | 26ch            | 10mW        | 39mW | 長野県       | 約-世帯           | 2010年 3月8日 |

#### 地上アナログテレビ放送送信設備
| チャンネル 番号 | 放送局名         | 空中線 電力         | ERP                  | 放送対象地域 | 放送区域 内世帯数 | 開局日 |
| --------------- | ---------------- | ------------------- | -------------------- | ------------ | ----------------- | ------ |
| 51              | abn 長野朝日放送 | 映像100mW/ 音声25mW | 映像450mW/ 音声110mW | 長野県       | 不明              | 不明   |
| 53              | NHK 長野総合     | 映像100mW/ 音声25mW | 映像450mW/ 音声110mW | 長野県       | 不明              | 不明   |
| 55              | NHK 長野教育     | 映像100mW/ 音声25mW | 映像450mW/ 音声110mW | 全国         | 不明              | 不明   |
| 57              | SBC 信越放送     | 映像100mW/ 音声25mW | 映像450mW/ 音声110mW | 長野県       | 不明              | 不明   |
| 59              | NBS 長野放送     | 映像100mW/ 音声25mW | 映像450mW/ 音声110mW | 長野県       | 不明              | 不明   |
| 61              | TSB テレビ信州   | 映像100mW/ 音声25mW | 映像450mW/ 音声110mW | 長野県       | 不明              | 不明   |

- 2011年7月24日をもってすべて廃止された。